# Broughtonia domingensis
Broughtonia domingensis là một loài thực vật có hoa trong họ Lan. Loài này được (Lindl.) Rolfe mô tả khoa học đầu tiên năm 1889.